# Atherigona pottsi
Atherigona pottsi este o specie de muște din genul Atherigona, familia Muscidae, descrisă de John Otterbein Snyder în anul 1965. Conform Catalogue of Life specia Atherigona pottsi nu are subspecii cunoscute.